# Jason Kenney
Jason Kenney é um político canadense, que foi o 18º primeiro-ministro de Alberta entre 2019 e 2022, e líder do Partido Conservador Unido em Alberta entre 2017 e 2022. Ele foi o último líder da Associação Conservadora Progressista de Alberta, antes da fusão do partido com o Partido Wildrose e posterior dissolução mais tarde naquele ano. Ele foi eleito membro da Assembleia Legislativa de Alberta para Calgary-Lougheed em uma eleição presidencial realizada em 14 de dezembro de 2017.